# کورال ترس (فلوریدا)
کورال ترس (به انگلیسی: Coral Terrace) یک منطقهٔ مسکونی در ایالات متحده آمریکا است که در شهرستان میامی-دید، فلوریدا واقع شده‌است. کورال ترس ۸٫۹ کیلومتر مربع مساحت و ۲۴٬۳۸۰ نفر جمعیت دارد و ۱ متر بالاتر از سطح دریا واقع شده‌است.